# 羅拔·卡夏
羅拔·卡夏（捷克語：Robert Caha，1976年3月11日—），捷克职业足球运动员，现效力伊希拉瓦。

## 球會生涯
卡夏在俄斯特拉發開始他的職業生涯。2001年，他轉到中國超級聯賽球隊沈陽金德。經過一個賽季後，他回到俄斯特拉發，後來轉至。2004年，他轉到索菲亞中央陸軍。表現有點不如意，他在2005年轉投伊朗球會柏斯波利斯。

## 外部連結
- （捷克文） Robert Caha's profile at SK Sigma Olomouc official site （页面存档备份，存于）
- CSKA remains active with signing of Caha